# Valentín Alsina (Buenos Aires)
Valentín Alsina is een plaats in het Argentijnse bestuurlijke gebied Lanús in de provincie Buenos Aires. De plaats telt 41.155 inwoners.

## Geboren
- Jorge Carrascosa (1948), voetballer
- Gustavo López (1973), voetballer